# Paul-Thérèse-David d’Astros
Paul-Thérèse-David d’Astros (ur. 15 października 1772 w Tourves, zm. 29 września 1851 w Tuluzie) – francuski duchowny katolicki, kardynał, arcybiskup Tuluzy, siostrzeniec polityka Jean-Étienne-Marie Portalisa.

## Życiorys
Święcenia kapłańskie przyjął 23 września 1797 w Marsylii. 3 maja 1824 w Paryżu został wybrany biskupem Orange, a przeniesiony 21 lutego 1820 na  biskupstwo Saint-Flour, żadnej z tych diecezji jednak nie objął. 29 maja 1820 przeszedł na stolicę biskupią Bajonny. 5 lipca 1830 objął stolicę metropolitalną Tuluzy, na której pozostał już do śmierci. 9 lipca 1830 w Paryżu przyjął sakrę z rąk arcybiskupa Hyacinthe-Louisa de Quélen (współkonsekratorami byli arcybiskup Jean de Coucy i biskup Marc de Bombelles). 30 września 1850 Pius IX wyniósł go do godności kardynalskiej.
Został pochowany w Katedrze św. Szczepana w Tuluzie.